# Angela Dugalić
Angela Dugalić (in serbo Ангела Дугалић?; Des Plaines, 29 dicembre 2001) è una cestista serba con cittadinanza statunitense.

## Carriera
Con la Serbia ha disputato i Giochi olimpici di Tokyo 2020 e i Campionati europei del 2021.